# Erythroxylum subglaucescens
Erythroxylum subglaucescens là một loài thực vật có hoa trong họ Erythroxylaceae. Loài này được Mart. ex Peyr. mô tả khoa học đầu tiên năm 1878.